# New York Comic Con
New York Comic Con — ежегодный фанатский фестиваль, проходящий в Нью-Йорке и посвящённый комиксам, графическим романам, аниме, манге, видеоиграм, косплею, игрушкам, кино и телевидению. Впервые состоялся в 2006 году.

## История
New York Comic Con является коммерческим мероприятием, организатором которого выступает компания ReedPop — подразделение Reed Exhibitions и Reed Elsevier. Сам фестиваль никак не связан ни с некоммерческим San Diego Comic-Con, ни с Big Apple Comic-Con, проводимым Wizard Entertainment. В свою очередь ReedPop также участвовала в организации других мероприятий, включая Chicago Comic & Entertainment Expo, PAX Dev, PAX East и PAX Prime. ReedPop и New York Comic Con были основаны Грегом Топалианом, бывшим вице-президентом Reed Exhibitions.
Первый New York Comic Con был проведён в конференц-центре имени Джейкоба Джейвитса, однако из-за отсутствия у Reed Exhibitions опыта организации фанатских фестивалей (до 2006 года предприятие в основном занималось профессиональными трейд-шоу), компания столкнулась с более высокой, чем ожидалось, численностью посетителей, в то время как главный экспозиционный зал мог вместить лишь около 10 000 человек. Несмотря на превышение допустимого числа людей, посетивших мероприятие в пятницу, билеты на него всё равно продолжали продаваться из-за изначально низкого числа предварительных регистраций и неучёта участников выставки. В результате этого, в субботу утром главный зал оказался переполнен и был до обеда оцеплен сотрудниками пожарной охраны, не пускавших новых посетителей, из-за чего главные гости фестиваля, в том числе Кевин Смит и Фрэнк Миллер, так и не смогли попасть на него. Людям, купившим билет, приходилось стоять в очереди, огибавшей здание, более двух часов, но несмотря на это, многие так и не смогли посетить Comic Con. В связи с этим, продажа билетов на воскресенье была приостановлена, а ReedPop объявила, что для следующего New York Comic Con в 2007 году будут арендованы дополнительные площади.
Для второго New York Comic Con 2007 года организаторы забронировали вдвое большую площадь, чем годом раннее, и перенесли мероприятие на верхний уровень конференц-центра. Проход в пятницу до 16:00 был открыт только для представителей индустрии и прессы, после доступ могли получить и обычные посетители. Благодаря лучшему планированию и контролю за предпродажами, все билеты на субботу были раскуплены. При этом, очереди у входа начали образовываться ещё в полночь субботы, а к утру многим пришлось ждать около двух часов при двадцатиградусном морозе. Проблема тесноты ярче всего проявлялась в секции «Аллея Художников» («Artists Alley»), находившейся вне основного этажа фестиваля, поэтому в 2008 году было принято решение перенести её на главный уровень. 28 февраля 2007 года в отеле «Нью-Йоркер» состоялась церемония вручения премии American Anime Awards, также ставшая частью New York Comic Con.
Третий фестиваль, состоявшийся в 2008 году и перенесённый на апрель, снова увеличил свою площадь по сравнению с прошлым годом, заняв большую часть главного пространства конференц-центра имени Джейкоба Джейвитса. Перед началом мероприятия Стэн Ли был удостоен награды New York Comics Legend Award в здании Virgin Megastore на Таймс-сквер. В воскресенье в рамках Comic Con была проведена программа «Kids' Day» при содействии Kids’s Comic Con. Четвёртый фестиваль, прошедший в 2009 году, снова был перенесён на февраль и включал в себя благотворительный художественный аукцион в поддержку The Hero Initiative.
Из-за конфликта с конференц-центром по поводу весенних дат и участия ReedPop в организации Chicago Comic & Entertainment Expo, фестиваль был перенесён на октябрь и стал проводиться во время Хэллоуина, начиная с 2010 года. Также сам New York Comic Con был объединён с New York Anime Festival, раннее являвшимся отдельным мероприятием, организовываемым ReedPop. Количество регистраций на объединённый фанатский фестиваль почти в два раза превысило показатели 2009 года, из-за чего арендуемую площадь пришлось увеличить ещё на 40 процентов, благодаря чему Anime Festival удалось перенести на нижний уровень конференц-центра.
В 2011 году в рамках New York Comic Con была проведена серия турниров Intel Extreme Masters Global Challenge — New York, которая включала в себя киберспортивные соревнования по таким видеоиграм, как StarCraft II, League of Legends, и Counter-Strike.
В 2011 году продолжительность New York Comic Con была увеличена до четырёх дней. Первый день фестиваля изначально предназначался исключительно для прессы, представителей индустрии, а также фанатов, которые приобрели специальный четырёхдневный пропуск. Это изменилось в 2013 году, когда в продажу поступили однодневные четверговые билеты, благодаря которым посещаемость мероприятия выросла до более чем 151 000 человек, тем самым обогнав аналогичную у San Diego Comic-Con и сделав New York Comic Con крупнейшей выставкой комиксов в Северной Америке. Однако дальнейший рост количества участников фестиваля был ограничен вместимостью помещений и лимитом посещаемости в 130 000 человек.
В 2016 году было объявлено, что все посетители New York Comic Con должны будут заполнить профиль «Fan Verification». Организаторы объяснили, что этот шаг был предпринят с целью уменьшить число людей, скупающих билеты с целью дальнейшей перепродажи. В связи с этим, «Fan Verification» будет доступен для регистрации лишь с 20 мая по 14 июня, а купленные билеты могут быть закреплены только за человеком с заполненным профилем. Также было объявлено, что New York Comic Con больше не будет продавать VIP-билеты, а также откажется от распространения обычных билетов через розничные магазины и мероприятия, предшествующие самому фестивалю.
В 2017 году продажа трёхдневных и четырёхдневных пропусков на мероприятие была прекращена. Теперь желающим посетить New York Comic Con остались доступны лишь однодневные билеты на четверг, пятницу, субботу и воскресенье, а также детский билет на воскресенье.
В 2018 году организаторы фестиваля объявили о партнёрстве с Anime Expo с целью проведения совместного мероприятия Anime Fest @ NYCC X Anime Expo.
В 2020 году проведение New York Comic Con было запланировано на 8-11 октября, однако в августе, ещё до поступления в продажу билетов, организаторы объявили об отмене очного мероприятия в связи с пандемией COVID-19. Вместо него в те же даты был проведён виртуальный фестиваль под названием «New York Comic Con X MCM Comic Con Metaverse».
В 2021 году New York Comic Con вернулся в конференц-центр имени Джейкоба Джейвитса, проведя очное мероприятие 7-10 октября. При этом все посетители старше 12 лет должны были предъявить свидетельство о вакцинации, а дети младше 12 лет — отрицательный тест на коронавирус.